# Eliana Tranchesi
Eliana Maria Tranchesi Piva de Albuquerque (24 tháng 11 năm 1955 – 24 tháng 2 năm 2012) là một doanh nhân người Brazil và là chủ sở hữu của Daslu, một công ty thời trang ở São Paulo chuyên về các thương hiệu quốc tế. Cô mang đến cho các cửa hàng Brazil các thương hiệu Dolce & Gabbana, Giorgio Armani, Louis Vuitton, Christian Dior, Prada, Chanel, Burberry, Salvatore Ferragamo, Gucci, Fendi, Chloe, Cacharel, Yves Saint Laurent, Goyard, Tom Ford và Tod's.

## Tiểu sử
Bà là con gái của Lucia Piva, người đồng sáng lập của Daslu. Eliana đã kết hôn với bác sĩ Bernardino Tranchesi, hai người có ba đứa con: Bernardino, Luciana và Marcella Tranchesi. Sau cái chết của mẹ vào năm 2005, Eliana bắt đầu điều hành cửa hàng, cuối cùng rời khỏi Vila Nova Conceição và di chuyển đến một không gian lớn hơn bên ngoài, đổi tên thành Villa Daslu.

## Vào tù
Ngày 13 tháng 7 năm 2005, Tổng chưởng lý người Brazil, IRS và Cảnh sát Liên bang tiến hành "Chiến dịch Narcissus". Eliana đã bị bắt cùng với anh trai Antonio Carlos Piva de Albuquerque và một số quan chức công ty và các nhà nhập khẩu liên quan đến công ty Daslu. Tuy nhiên, bà đã được thả ngay sau khi làm chứng.
Vào tháng 4 năm 2008, các công tố viên liên bang đã kết tội của Tranchesi cùng với sáu đồng phạm tham gia vào chương trình bị cáo buộc là nhập khẩu gian lận. Vào ngày 26 tháng 3 năm 2009, Sở Tư pháp đã đưa ra bản án tối đa 94,5 năm tù giam cho bà. Sáu bị cáo khác cũng bị kết tội và tất cả đều bị buộc tội âm mưu, giả mạo và tham ô và tiêu thụ hợp pháp các hàng hóa nhập khẩu hoặc xuất khẩu mà không trả các khoản thuế thích hợp. Cùng ngày, nữ doanh nhân này đã bị cảnh sát liên bang bắt giữ theo đúng quyết định của tòa án, nhưng một ngày sau đó, luật sư bên bị cáo đã đệ đơn và giành được một giấy thả Tranchesi của tòa.